# Morsberg
Der Morsberg ist ein 466,4 m ü. NHN hoher Berg des Hessischen Kegelspiels (gelegentlich „Waldstiftenköpfe“ genannt), einem Teil des in Bayern, Hessen und Thüringen (Deutschland) gelegenen Mittelgebirges Rhön.

## Geographische Lage
Der Morsberg befindet sich als niedrigste der neun Kuppen, die zum Hessischen Kegelspiel gehören, innerhalb des Landkreises Fulda. Im Naturpark Hessische Rhön und zugleich im Biosphärenreservat Rhön erhebt sich seine Basaltkuppe 2,75 km (Luftlinie) westlich des Kernorts der Gemeinde Rasdorf.
Über die Südostflanke des waldreichen Bergs führt in Südwest-Nordost-Richtung ein Teil des Abschnitts Hünfeld–Rasdorf der B 84.

## Geschichte
Vom Beginn des 13. Jahrhunderts bis zur Mitte des 16. Jahrhunderts stand auf dem Morsberg die Burg derer von Morsberg. Dieses Rittergeschlecht stellte zeitweise den Vogt des Rasdorfer Stifts. Die Zerstörung der Burg im 13. Jahrhundert ist möglicherweise Bertho II. von Leibolz zuzuschreiben.